# Ròwkoelehof
Het museum Ròwkoelehof is een museum in het Limburgse dorp Ysselsteyn van oude wagens en landbouwwerktuigen, gelegen aan Ysselsteynseweg 76a.
Het museum, dat vrij toegankelijk is, bestaat uit een open en een gesloten schuurgebouw, waarin een rijke verzameling -vaak grote- landbouwwerktuigen en -gereedschap bijeengebracht is, waaronder oude dorsmachines, boerenkarren en andere op de landbouw betrekking hebbende voorwerpen. Ook de gereedschappen en machines van een klompenmaker en een schoenmaker zijn er te vinden.